# Аль-Машайхи, Абдулла
Абдулла Аль-Машайхи (азерб. Abdulla Əl-Məşayxi; род. 26 сентября 1998) — азербайджанский гимнаст, двукратный серебряный призёр и бронзовый призёр вторых Европейских игр 2019 года в Минске по спортивной акробатике в паре с Рухидиль Гурбанлы.

## Биография
Абдулла Аль-Машайхи родился 26 сентября 1998 года в Азербайджане.
В 2017 году Аль-Машайхи в паре с Рухидиль Гурбанлы выиграл бронзу 28-го чемпионата Европы среди юниоров в Жешуве (Польша).
В 2018 году смешанная пара Рухидиль Гурбанлы – Абдулла Аль-Мешаихи заняла четвёртое место на чемпионате мира в Антверпене, выиграв вакансию на Европейские игры 2019.
В этом же году Абдулла Аль-Машайхи в паре с Гурбанлы выиграл серебро на Кубке мира по спортивной акробатике в Баку
В июне 2019 года на первых Европейских играх в Минске Абдулла Аль-Машайхи в паре с Рухидиль Гурбанлы выиграл серебро в комбинированном упражнении, а за день до этого — серебро и бронзу в динамическом и балансовом упражнениях соответственно.
На Кубке мира по акробатической гимнастике 2025, прошедшем в Бургасе (Болгария) с 29 мая по 1 июня, завоевал серебряную медаль в составе группы.